# Ermita de San Roque de Ternils
La ermita de San Roque de Ternils en el municipio de Carcagente (Valencia) España es el edificio más antiguo que se conserva en el municipio. De estilo gótico valenciano, fue construida en el siglo XIII. La ermita está situada en el término de la desaparecida población de Ternils, a poca distancia de Carcagente en dirección sur. Ternils fue despoblándose y desapareció como tal en el siglo XVI.
Es, en realidad, la antigua iglesia de Ternils, que fue además la primera parroquia cristiana instalada en toda la Huerta de Carcagente. Dedicada en principio a San Bartolomé, queda después, con la despoblación, reducida a Ermita (como se conoce actualmente).
Construida a raíz de la conquista cristiana, es pues, de estilo gótico inicial (es la época de transición del románico al gótico), una de las llamadas "Iglesias de la Reconquista".
Es una construcción sencilla, compuesta de una nave única rectangular, con cuatro arcos interiores apuntados, con la cabecera rectangular que sobresale en planta.
Al exterior destacan los contrafuertes, y la cubierta a dos aguas con teja. La cubierta crea por encima de los contrafuertes una cornisa de estilo mudéjar que combina dos colores de ladrillo y alterna piezas de canto con otras dispuestas horizontalmente y en diente de sierra. 
La fachada se sitúa a los pies de la ermita. El acceso se realiza a través de una portada con arco de medio punto realizada con amplias dovelas desiguales de sillería con grandes salmeres que apean en impostas de las que surgen unos semifustes sencillos hasta el suelo. Sobre la dovela central se sitúa un tragaluz que ilumina la ermita. 
Al interior tiene el techo de madera al descubierto, con una decoración original de la época con formas geométricas y rombos con las cuatro barras rojas y amarillas.